# Manuel Gomes de Carvalho

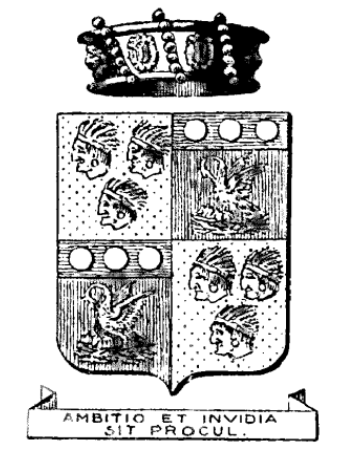
Brasão dos barões do Amparo

Manuel Gomes de Carvalho, primeiro barão do Amparo, (São Tiago de Amorim, 21 de fevereiro de 1788 – Barra Mansa, 25 de maio de 1855) foi um fazendeiro e militar português naturalizado brasileiro, tendo sido proprietário de diversas propriedades na região do Vale do Paraíba Fluminense, tais como a fazenda Sant'ana do Turvo.
Recebeu a patente de tenente-coronel do Corpo de Cavalaria das Milícias. Manuel veio ao Brasil com treze anos de idade para ser criado por parentes; os pais, Matias Gomes de Carvalho e Mariana Josefa Martins, permaneceram em Portugal.
Foi-lhe concedido o título de Barão do Amparo no dia 17 de janeiro de 1853, por decreto imperial, tendo sido o primeiro portador desse título nobiliárquico. Faz referência à serra do Amparo, localizada no distrito de Nossa Senhora do Amparo, em Barra Mansa (antigamente Amparo da Barra Mansa), região onde ele possuía terras.
Manuel recebeu também a comenda da Imperial Ordem de Cristo.

## Família
Casou-se com Francisca Bernardina Leite (São João del Rei, 15 de abril de 1812 - 15 de outubro de 1875), neta do influente Sargento-Mor José Leite Ribeiro, com quem teve quatro filhos:
- Ana Bernardina de Carvalho, desposou João Evangelista Teixeira Leite, filho do 1.º barão de Itambé;
- Joaquim Gomes Leite de Carvalho, segundo Barão do Amparo;
- Manuel Gomes de Carvalho Filho, depois Barão de Rio Negro;
- João Gomes de Carvalho, depois barão e visconde de Barra Mansa;

## Fazenda Santana do Turvo
Construída em 1826, pelo primeiro barão do Amparo, a Fazenda Sant'ana do Turvo foi a maior produtora de café da região. Na época, ocupando uma área de 700 alqueires e possuindo 250 escravos, chegou a produzir, anualmente, 180 mil arrobas de café. O casarão, em bom estado de conservação, é um dos bons exemplos da arquitetura rural brasileira do século XIX, contando com doze quartos, três salões, entre outras dependências.